# Ingeborg Bayer
Ingeborg Bayer (født 3. juli 1927 i Frankfurt am Main, død 27. marts 2017) var en tysk forfatter.

## Historie
Ingeborg Bayer afsluttede sin læreplads som uddannet bibliotekar på wissenschaftlichen Bibliotheken efter eksamen fra gymnasiet. Derefter studerede hun medicin og indologi (med fokus på hindi). Hun arbejdede som arkivar i et medicinsk arkiv.

## Værker
- Sommer i klitterne